# Pandiaka rubrolutea
Pandiaka rubrolutea là loài thực vật có hoa thuộc họ Dền. Loài này được (Lopr.) C.C.Towns. mô tả khoa học đầu tiên năm 1980.